# سیارک ۱۱۷۱۸
سیارک ۱۱۷۱۸ (به انگلیسی: 11718 Hayward، نامگذاری:1998HD95) یازده هزار و هفتصد و هجدهمین سیارک کشف شده‌است که در ۲۱ آوریل ۱۹۹۸ کشف شد.
قدر مطلق سیارک برابر ۲۰٫۴ است.